# Bernie Geoffrion
Joseph André Bernard "Bernie" Geoffrion, kallad Boom Boom, född 14 februari 1931 i Montréal, Québec, död 11 mars 2006 i Atlanta, Georgia, var en kanadensisk professionell ishockeyspelare och tränare. Han spelade som högerforward i Montreal Canadiens 1950–64 och New York Rangers 1966–68 och blev invald i Hockey Hall of Fame 1972. Han anses allmänt vara den som uppfann slagskottet. Geoffrion blev säsongen 1960–61 den andra spelaren i historien att göra 50 mål på en säsong.
Bernie Geoffrions son Daniel Geoffrion spelade i NHL för Montreal Canadiens och Winnipeg Jets och hans sonson Blake Geoffrion spelar i NHL för Montreal Canadiens.

## Statistik

### Klubbkarriär
| 1950–51    | Montreal Canadiens | NHL        | 18  | 8   | 6   | 14  | 9   | 11  | 1  | 1  | 2   | 6  |
| 1951–52    | Montreal Canadiens | NHL        | 67  | 30  | 24  | 54  | 66  | 11  | 3  | 1  | 4   | 6  |
| 1952–53    | Montreal Canadiens | NHL        | 65  | 22  | 17  | 39  | 37  | 12  | 6  | 4  | 10  | 12 |
| 1953–54    | Montreal Canadiens | NHL        | 54  | 29  | 25  | 54  | 87  | 11  | 6  | 5  | 11  | 18 |
| 1954–55    | Montreal Canadiens | NHL        | 70  | 38  | 37  | 75  | 57  | 12  | 8  | 5  | 13  | 8  |
| 1955–56    | Montreal Canadiens | NHL        | 59  | 29  | 33  | 62  | 66  | 10  | 5  | 9  | 14  | 6  |
| 1956–57    | Montreal Canadiens | NHL        | 41  | 19  | 21  | 40  | 18  | 10  | 11 | 7  | 17  | 2  |
| 1957–58    | Montreal Canadiens | NHL        | 42  | 27  | 23  | 50  | 51  | 10  | 6  | 5  | 11  | 2  |
| 1958–59    | Montreal Canadiens | NHL        | 59  | 22  | 44  | 66  | 30  | 11  | 5  | 8  | 13  | 10 |
| 1959–60    | Montreal Canadiens | NHL        | 59  | 30  | 41  | 71  | 36  | 8   | 2  | 10 | 12  | 4  |
| 1960–61    | Montreal Canadiens | NHL        | 64  | 50  | 45  | 95  | 29  | 4   | 2  | 1  | 3   | 0  |
| 1961–62    | Montreal Canadiens | NHL        | 62  | 23  | 36  | 59  | 36  | 5   | 0  | 1  | 1   | 6  |
| 1962–63    | Montreal Canadiens | NHL        | 51  | 23  | 18  | 41  | 73  | 5   | 0  | 1  | 1   | 4  |
| 1963–64    | Montreal Canadiens | NHL        | 55  | 21  | 18  | 39  | 41  | 7   | 1  | 1  | 2   | 4  |
| 1966–67    | New York Rangers   | NHL        | 58  | 17  | 25  | 42  | 42  | 4   | 2  | 0  | 2   | 0  |
| 1967–68    | New York Rangers   | NHL        | 59  | 5   | 16  | 21  | 11  | 1   | 0  | 1  | 1   | 0  |
| NHL totalt | NHL totalt         | NHL totalt | 883 | 393 | 429 | 822 | 689 | 132 | 58 | 60 | 118 | 88 |

## Meriter
- Stanley Cup – 1953, 1956, 1967, 1958, 1959 och 1960
- Calder Memorial Trophy – 1952
- Art Ross Trophy – 1955 och 1961
- Hart Memorial Trophy – 1961
- Var den andra spelaren i historien som lyckades göra 50 mål under en NHL-säsong.
- Hans tröjnummer 5 är pensionerat av Montreal Canadiens och hänger i taket i Bell Centre.
- 1998 tog tidningen The Hockey News upp en lista över de 100 bästa hockeyspelarna genom tiderna och Bernie Geoffrion rankades som nummer 42.